# Prix Audie
Les prix Audie sont des prix littéraires décernés chaque année par l'Audio Publishers Association à des performances de spoken word et des livres audios américains.

## Histoire
L'Audio Publishers Association est créée en 1986 à l'initiative d'éditeurs de livres audios, et ce afin qu'ils s'accordent sur des standards de production et promeuvent leurs intérêts communs.

## Conditions d'éligibilité et sélection
Seuls les livres audios commercialisés en premier lieu aux États-Unis sont susceptibles de remporter un prix Audie.

## Catégories
En 2023, 26 prix ont été attribués, qui correspondent à autant de catégories. Ces prix récompensent tant des œuvres dans un genre littéraire donné que les performances vocales des lecteurs qui donnent à les entendre.
| Nom                                  | Traduction française                |
| ------------------------------------ | ----------------------------------- |
| AudioBook of the Year                | Livre audio de l'année              |
| Autobiography and Memoir             | Autobiographie et Mémoires          |
| Female Narrator (Reader)             | Narratrice (Lectrice)               |
| Male Narrator (Reader)               | Narrateur (Lecteur)                 |
| Business and Personal Development    | Business et Développement personnel |
| Erotica                              | Littérature érotique                |
| Spanish Language                     | En espagnol                         |
| Faith-Based Fiction or Nonfiction    | Fiction ou Non-fiction religieuse   |
| Fantasy                              | Fantasy                             |
| Fiction                              | Fiction                             |
| History and Biography                | Histoire et Biographie              |
| Humor                                | Humour                              |
| Literary Fiction and Classics        | Fiction littéraire et Classiques    |
| Middle Grade                         | Secondaires                         |
| Multi-Voiced Performance             | Performance à plusieurs voix        |
| Mystery                              | Mystère                             |
| Narration (Reading) by the Author(s) | Livre lu par son (ses) auteur(s)    |
| Nonfiction                           | Non-fiction                         |
| Original Work                        | Œuvre originale                     |
| Romance                              | Romance                             |
| Science-Fiction                      | Science-fiction                     |
| Short Stories and Collections        | Nouvelles et Recueils               |
| Triller and Suspense                 | Thriller et Suspense                |
| Young Adults                         | Littérature Young Adult             |
| Young Listeners                      | Jeunes Auditeurs                    |